# Dekorporation
Unter der Dekorporation versteht man im Rahmen der Strahlentherapie das Entfernen radioaktiver Stoffe, die vom menschlichen Organismus aufgenommen wurden.
Hauptsächlich die zuvor applizierten, radioaktiven Stoffe aus der Brachytherapie werden nach der Behandlung wieder entfernt.